# Rue des Marmousets-en-la-Cité
Ne doit pas être confondu avec Rue des Marmousets.
La rue des Marmousets-en-la-Cité, ou rue des Marmousets-Cité est une ancienne voie de Paris, située quartier de la Cité dans l'actuel 4e arrondissement. Elle ne doit pas être confondue avec la rue des Marmousets-Saint-Marcel, aujourd'hui rue des Marmousets, dans le 13e arrondissement.

## Situation
Longue de 170 m, la rue des Marmousets débutait à l'intersection de la rue Chanoinesse et de la rue de la Colombe et aboutissait dans la rue de la Cité (anciennement rues de Lanterne et de la Juiverie) à l'angle avec la rue de la Vieille-Draperie,.
Au nord de la rue des Marmousets aboutissaient d'ouest en est :
- la rue de Glatigny ;
- la rue Saint-Landry ;
- la rue du Chevet-Saint-Landry (réunie à la rue Saint-Pierre-aux-Bœufs en 1837 pour former la rue d'Arcole).

Au sud de la rue des Marmousets aboutissaient d'ouest en est :
- la rue de la Licorne ;
- la rue de Perpignan ;
- la rue des Deux-Hermites ;
- la rue Saint-Pierre-aux-Bœufs (réunie à la rue du Chevet-Saint-Landry en 1837 pour former la rue d'Arcole).

Photos de Charles Marville dans les années 1850-1860.
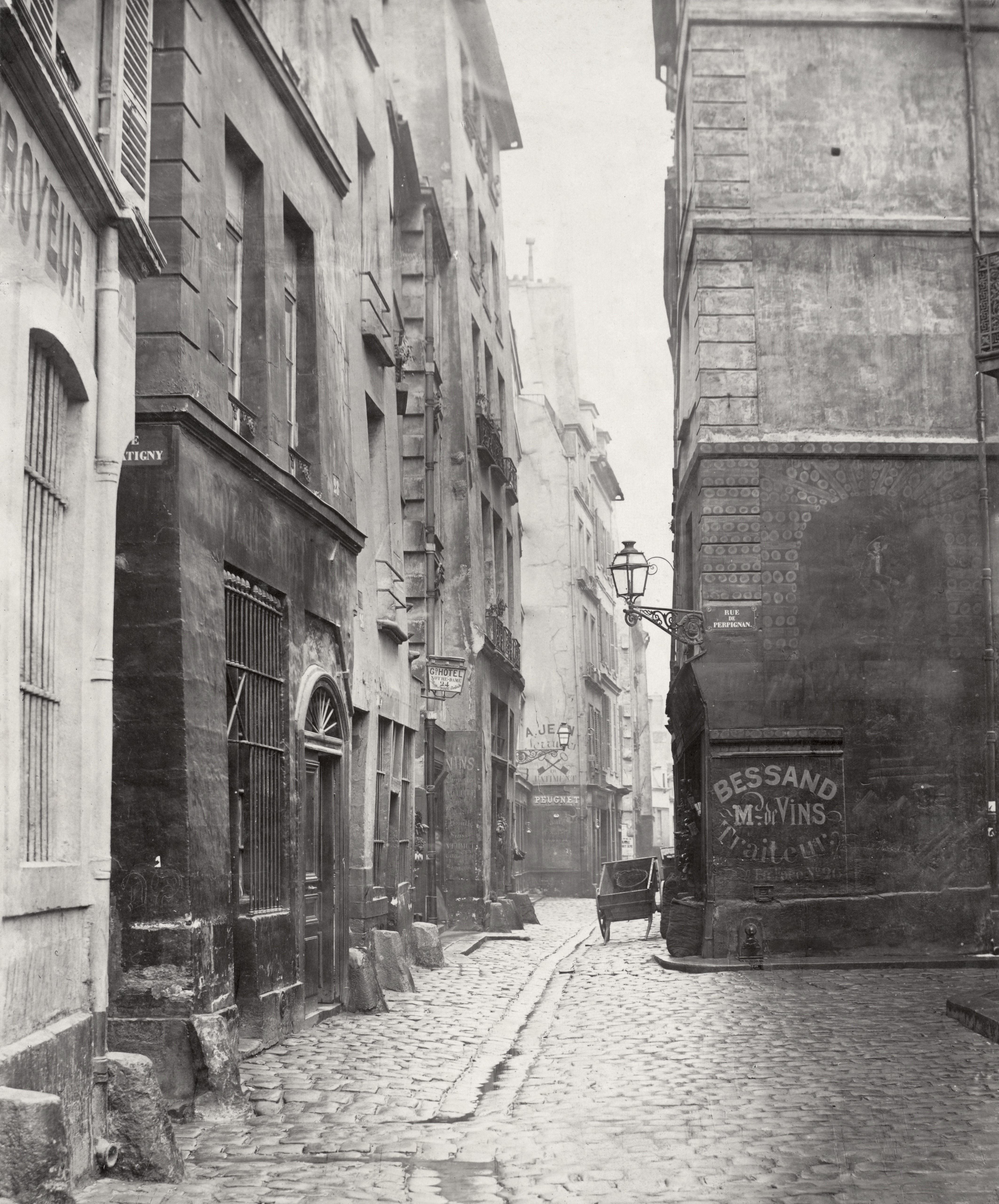
Angle avec les rues de Glatigny et de Perpignan.
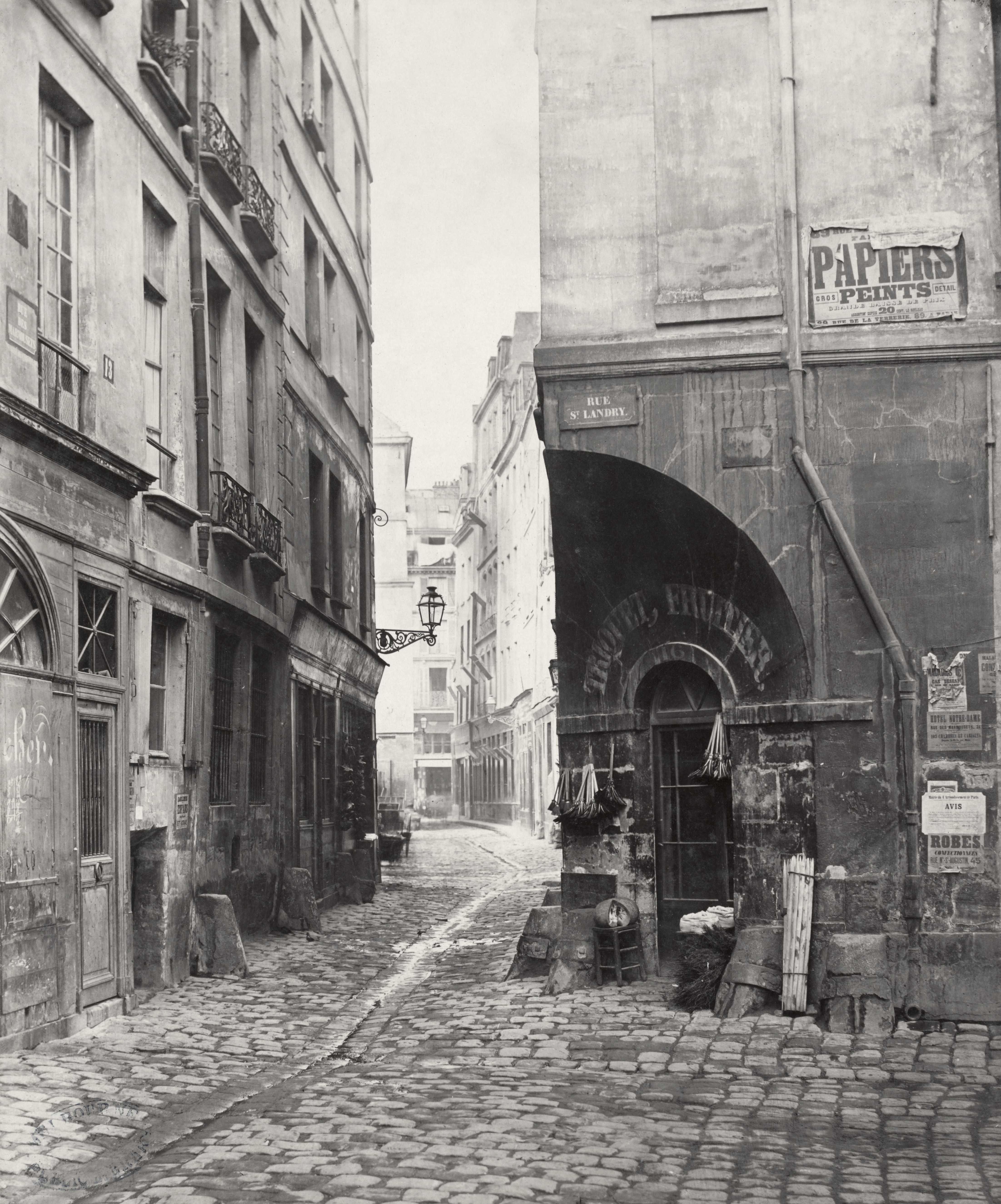
Angle avec la rue Saint-Landry.

## Origine du nom
Cette rue doit son nom à une maison dite des Marmousets (Domus Marmosetorum) qui existait dans cette rue en 1206. Cette maison (ou peut-être hôtel) était ornée de petites statues peintes et dorées, que fabriquaient les tailleurs d'images pour la décoration intérieure et extérieure des édifices .

## Historique
La rue apparait sous d'autres formes :
- « Marmouzel » dans Le Dit des rues de Paris (daté des années 1280-1300) par Guillot de Paris ;
- « Marmozets » dans le rôle des taxes de 1313 ;
- « Marmouzettes », liste des rues du XVe siècle[4].

En 1387, l'affaire de la rue des Marmousets se serait déroulée à l'angle de la rue des Marmousets et de la rue des Deux-Hermites.
Elle est citée sous le nom de « rue des Marmouzestz », dans un manuscrit de 1636.
En 1702, la rue, qui fait partie du quartier de la Cité, possède 37 maisons et 9 lanternes.
Une décision ministérielle du 13 ventôse an VII (3 mars 1799) a fixé la largeur de la rue des Marmousets à 7 m.
En 1824, le grand magasin À la Belle Jardinière ouvre à l'angle avec la rue de la Lanterne-en-la-Cité (absorbée par la rue de la Cité).
Dans le cadre des travaux de transformations de Paris sous le Second Empire, l'Hôtel-Dieu de Paris est construit à son emplacement actuel de 1866 à 1876, entraînant la disparition de plusieurs rues, dont une grande partie de la rue des Marmousets. La partie entre les rues d'Arcole et de la Colombe a été rattachée à la rue Chanoinesse.